# Hans Jacobs
Hans Jacobs (30 de abril de 1907 - 24 de outubro de 1994) foi um pioneiro designer alemão de aeronaves planadoras. Foi de Alexander Lippisch de quem ganhou grande parte dos seus conhecimentos, tendo a habilidade de evoluir e aperfeiçoar as suas obras.

## Carreira
Como chefe da Deutsche Forschungsanstalt für Segelflug (DFS - Instituto Alemão de Pesquisa de Voo Planador) nos períodos anterior e durante a Segunda Guerra Mundial, Jacobs foi responsável por um grande número de designs bem sucedidos, tal como o DFS Rhönsperber, DFS Rhönadler, DFS Habicht, DFS Weihe, DFS Kranich e o DFS 230 planador de assalto. Desenvolveu também o DFS Seeadler, um hidro-planador.
Com o final da guerra e o fim da proibição dos aliados sob os objectos aéreos alemães, Jacobs voltou a fazer o que mais gostava, desenvolver aeronaves.

## Planadores desenvolvidos
De Sailplanes 1920-1945 
- Hols der Teufel (1928-9)
- Poppenhausen (1929)
- Rhönadler (1932)
- Rhönbussard (1933)
- Rhönsperber (1935)
- Kranich (1935)
- Sperber Senior (1936)
- Sperber Junior (1936)
- Habicht (1936)
- Seeadler (1936)
- Reiher (1937)
- DFS 230 (1937)
- Weihe (1938)
- Meise (Olympia) (1939)
- DFS 331 (1942)
- Kranich 3 (1952)

## Publicações
- Leistungs-Segelflugmodell. Anleitung zum Bau eines freifliegenden Modellflugzeugs nach Art der modernen Hochleistungssegler. Vorwort Alexander Lippisch. Maier, Ravensburg 1930.
- Hochleistungs-Motormodell und Entenmodell. Anleitung zum Bau freifliegender Modelle mit Gummimotorantrieb. Maier, Ravensburg 1930.
- Schwanzlose Segelflugmodelle und Raketenflugmodelle. Bauanleitung für leicht und schnell zu bauende Modelle in verschiedener Grösse. Maier, Ravensburg 1932.
- Segelflugzeug. Anleitung zum Selbstbau. Maier, Ravensburg 1932.
- mit Herbert Lück: Werkstatt-Praxis für den Bau von Gleit- und Segelflugzeugen. Maier, Ravensburg 1932, 7ª edição 1955; reimpressão inalterada: Schäfer, Hannover 1989, ISBN 3-88746-220-3.